# Filtrat de sortida
En xarxes d'ordinadors, el filtratge de sortida és la pràctica de controlar i potencialment restringir el flux d'informació que surt d'una xarxa a una altra. Normalment, és la informació que es controla des d'una xarxa informàtica privada TCP/IP a Internet.
Els paquets TCP/IP que s'envien fora de la xarxa interna s'examinen mitjançant un encaminador, un tallafoc o un dispositiu perifèric similar. Els paquets que no compleixen les polítiques de seguretat no poden sortir; se'ls nega la "sortida".
El filtratge de sortida ajuda a garantir que el trànsit no autoritzat o maliciós no surti mai de la xarxa interna.
En una xarxa corporativa, les recomanacions típiques són que tot el trànsit, excepte el que sorgeixi d'un conjunt selecte de servidors, es denegaria la sortida. A més, es poden fer restriccions de manera que només es permetin certs protocols com ara HTTP, correu electrònic i DNS. Aleshores, les estacions de treball dels usuaris haurien de configurar-se manualment o mitjançant la configuració automàtica del proxy per utilitzar un dels servidors permesos com a proxy.
Les xarxes corporatives també solen tenir un nombre limitat de blocs d'adreces internes en ús. S'utilitza un dispositiu perifèric al límit entre la xarxa corporativa interna i les xarxes externes (com ara Internet) per realitzar comprovacions de sortida dels paquets que surten de la xarxa interna, verificant que l'adreça IP d'origen de tots els paquets de sortida estigui dins de l'interval d'assignació interna. blocs d'adreces.
El filtratge de sortida pot requerir canvis de política i treball administratiu sempre que una aplicació nova requereixi accés a la xarxa externa. Per aquest motiu, el filtratge de sortida és una característica poc comuna a les xarxes de consumidors i empreses molt petites.